# Jadwiżyn, Hạt Koszalin
Jadwiżyn [jadˈviʐɨn] (tiếng Đức Theresienhof) là một khu định cư ở khu hành chính của Gmina Bobolice, thuộc quận Koszalin, West Pomeranian Voivodeship, ở phía tây bắc Ba Lan.
Trước năm 1945, khu vực này là một phần của Đức. Đối với lịch sử của khu vực, xem Lịch sử của Pomerania.